# Chiaffredo
Chiaffredo  è un nome proprio di persona italiano maschile.

## Varianti
- Femminili: Chiaffreda[1][2]

## Origine e diffusione
Si tratta di un nome di scarsa diffusione, che riflette il culto verso san Chiaffredo, patrono di Saluzzo; è diffuso quasi solo in Piemonte, specie nelle provincie di Cuneo e Torino; il santo è venerato come martire della legione tebea, ma data l'evidente origine germanica del nome è più plausibile che fosse un monaco cistercense proveniente dall'area del Puy-de-Dôme. Riguardo all'etimologia del nome, esso è probabilmente un adattamento locale del nome germanico Theudofridus, composto da theuda ("popolo") e frithu ("pace").

## Onomastico
L'onomastico si può festeggiare il 7 settembre in memoria di san Chiaffredo (chiamato anche con vari altri nomi, inclusi Goffredo, Teodofredo e Giuffrido), soldato della legione tebea (o vescovo di Amiens secondo altre fonti) e martire a Crissolo.

## Persone
- Chiaffredo Bergia, carabiniere italiano
- Chiaffredo Cassiani, partigiano italiano
- Francesco Chiaffredo Marini, funzionario sabaudo
- Chiaffredo Mastrella, calciatore italiano
- Chiaffredo Rora, nuotatore italiano